# Villa García (kommun)
Villa García är en kommun i Mexiko.   Den ligger i delstaten Zacatecas, i den centrala delen av landet, 400 km nordväst om huvudstaden Mexico City. Antalet invånare är 16 540. Arean är 324 kvadratkilometer.
Terrängen i Villa García är kuperad åt nordost, men åt sydväst är den platt.
Följande samhällen finns i Villa García:
- Villa García
- El Copetillo
- La Puerta de Jalisco
- Tierritas Blancas
- Benito Juárez
- Unión y Progreso
- Rancho Nuevo
- Presa del Capulín
- Francisco I. Madero
- El Tepetatillo
- La Milpa
- Los Horcones
- El Tanque de Pino
- Emiliano Zapata
- Los Planes